# Miholašćica
Miholašćica es una localidad de Croacia situada en el municipio de Cres, en el condado de Primorje-Gorski Kotar. Según el censo de 2021, tiene una población de 31 habitantes.
Está ubicada en una bahía en la costa oeste de la isla de Cres, al suroeste del lago Vrana.

## Demografía
| Gráfica de población de Miholašćica 1857-2021                      |
|                                                                    |
| Según los censos de población de la Oficina de Estadísticas Croata |